# SYM (Fahrzeuge)

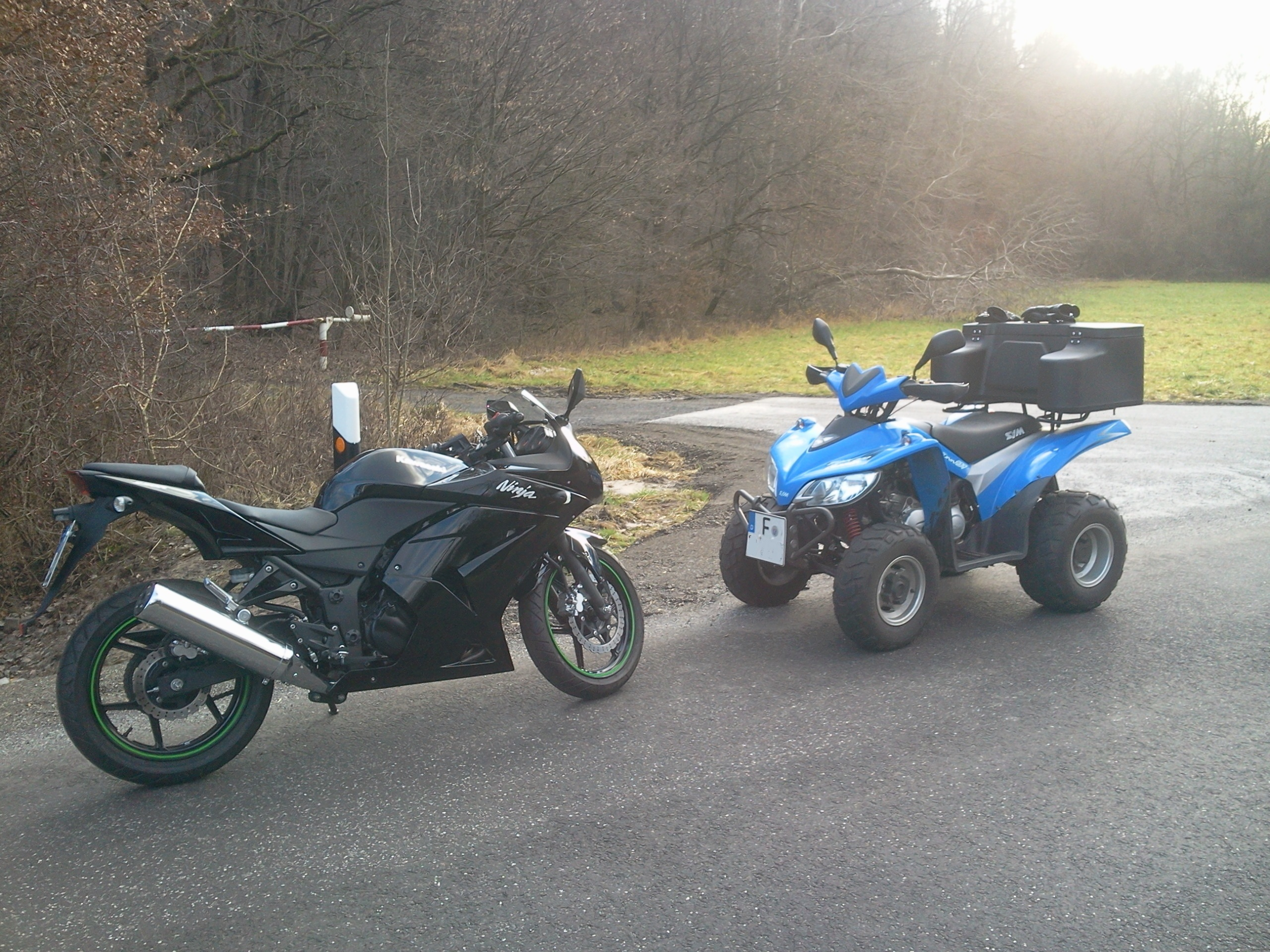
SYM TrackRunner 200 (rechts) neben einer Kawasaki Ninja 250R (2012)

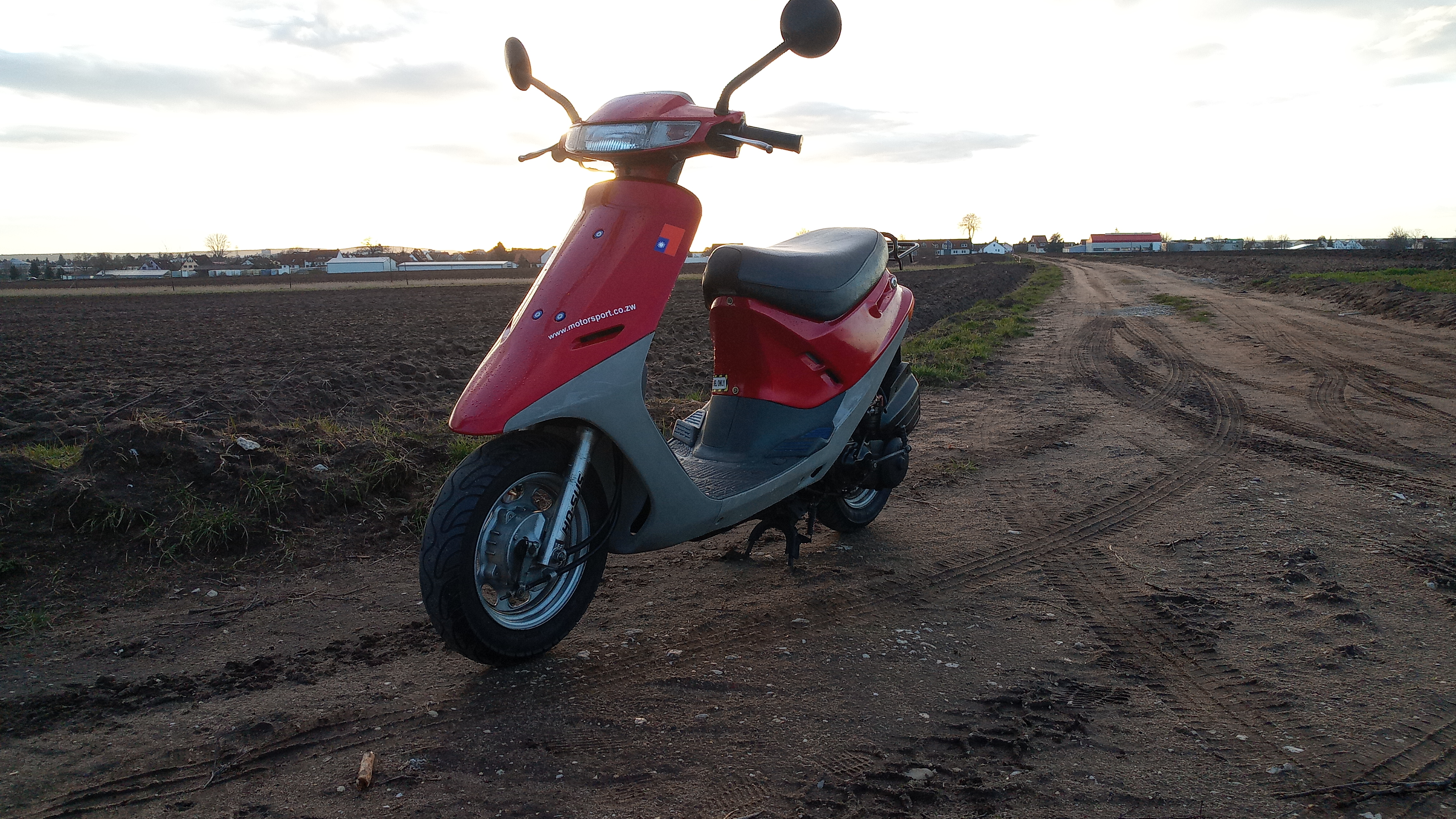
SYM Flash aus dem Jahr 1997 mit AF-18 (GR1) Motor, aufgenommen 2020

SYM Sanyang Motor Co., Ltd. (chinesisch 三陽機車, Pinyin Sān Yáng Jī Chē – „Drei Sonnen Motorroller“, notiert an der Börse Taipeh) ist ein 1954 gegründeter Hersteller von Motorrollern, Quads und Automobilen in Hsinchu in der Republik China (Taiwan). Produktionsstätten befinden sich auf Taiwan, in Xiamen/Volksrepublik China, in Nagoya/Japan und in Hoa Dong Nai/Vietnam. SYM hat mehr als 9 Mio. Motorroller (Scooter) gebaut und fertigt 600.000 Motorroller sowie 20.000 weitere Fahrzeuge jährlich (Stand: 2005). Auch Quads und leichte sowie mittlere Lastwagen gehören zum Lieferprogramm. SYM beschäftigt mehr als 2.000 Mitarbeiter.

## Kooperationen
Gemeinsam mit der südkoreanischen Hyundai werden Kraftfahrzeuge in Taiwan gefertigt. 2006 beteiligte sich SYM mit 11 % an der Kinetic Motor Company of India. Ziel war die Fertigung von Motorrollern für den indischen Markt.
SYM liefert Motoren (Honda/Yamahalizenz) u. a. an Kymco und TGB. Motoren der Baureihe 137QMB werden ausschließlich im Werk in Nagoya/Japan produziert, ebenfalls einige Fahrzeuge, wie z. B. der beliebte SYM Mio.

## Modelle

### Motorrad
- NH T 125i
- NH X 125i
- Wolf CR 300i
- Husky 125
- Husky 150
- Wolf 125
- Wolf 250
- Wolf Classic
- Wolf SB 125 ni
- XS 125-K
- X-Wolf125

### Motorroller
- Allo 50 (4T)
- Crox 50
- DD 50
- Fiddle I (2T)
- Fiddle II 50, 125
- Fiddle III 50, 125, 200i
- Fiddle IV 50, 125
- Fancy 50
- Flash 50
- Free 50
- Jet 14 50
- Jet 14 50i, e5
- Jet SportX 50
- Jet EuroX
- Jet BasiX
- Jet 4 / Jet 4R
- Mask 50

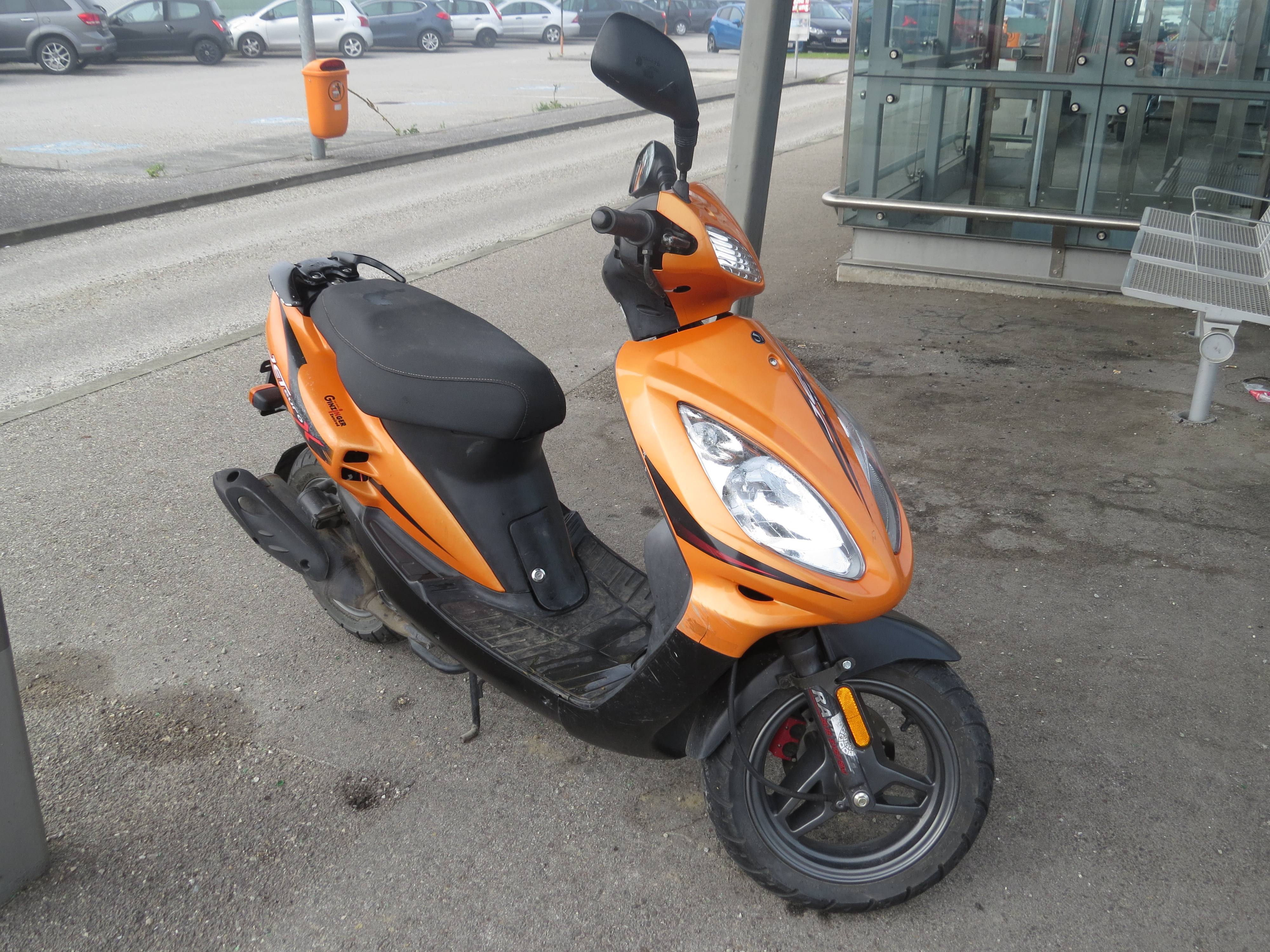
SYM Jet Euro X 50 am Bahnhof Pöchlarn, Österreich (2017)

- Mio 50 (Mio Style, Mio Race, Mio Luxury und Mio 50th Anniversary-Modell)
- Mio 50i (neu aufgelegt, seit 2018)
- Orbit 50
- Orbit 50 II
- Shark 50
- Shark 125
- Super Fancy 50
- Symphony 50/50 SR
- Pure 50 (kräftige Version des Flash 50 mit Scheibenbremse vorne und Heckspoiler, nur in dunkelgrün erhältlich)
- Pure SR ("Super Race" Version des Pure 50)
- RS 50
- RS 125
- Red Devil (Michael Schumacher Version erhältlich)
- Symphony SR
- Symphony ST (Fancy 125 in Vietnam)

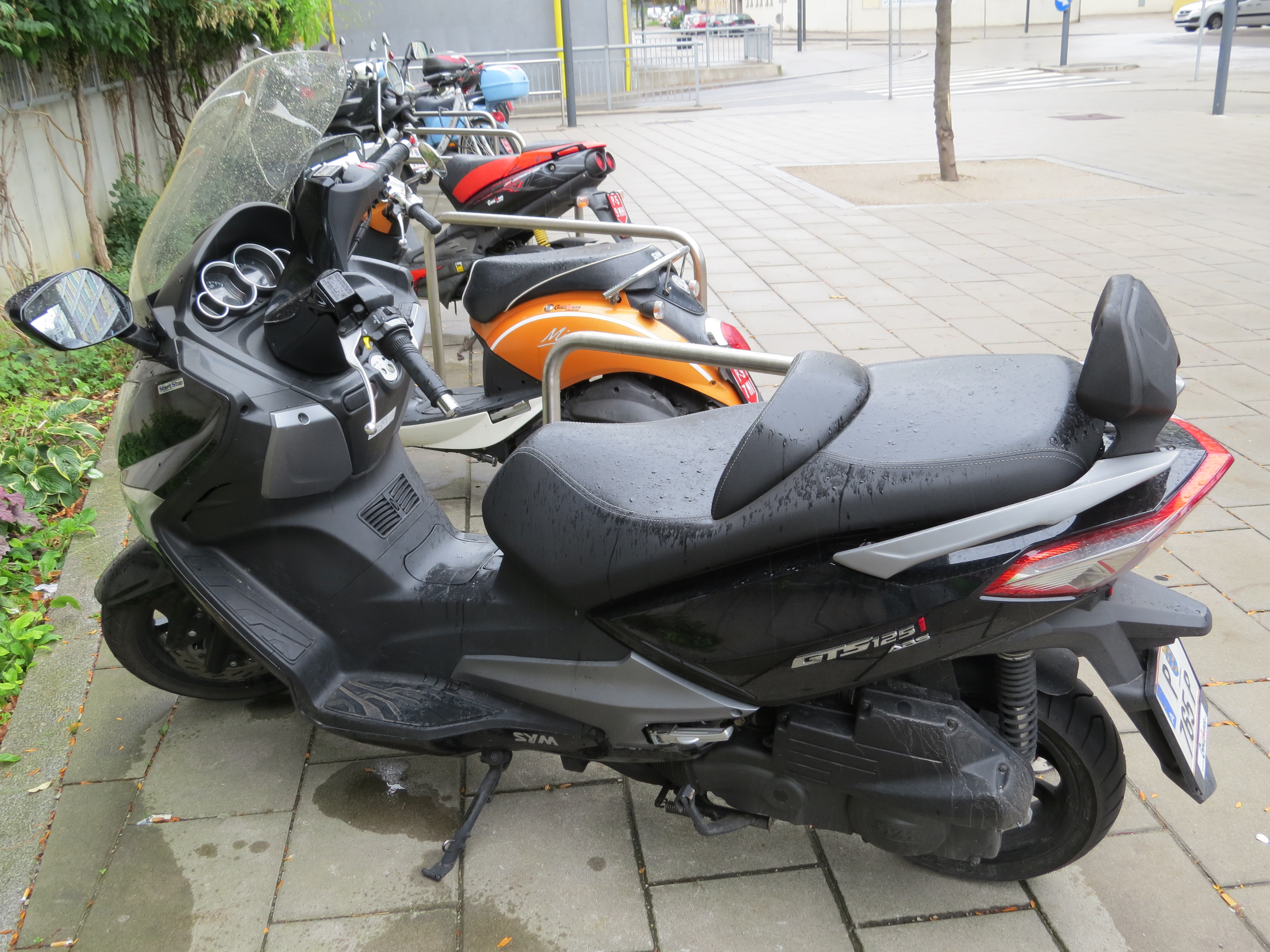
SYM GTS 125i M am St. Pölten Hauptbahnhof, Österreich (2017)

- X-Pro 50
- Z1

### Maxiroller
- Allo 125
- CRUISYM Alpha
- CRUISYM 125i
- CRUISYM 300i
- Citycom 125i
- Citycom 300i
- Duke 125 AE
- Euro MX 125
- GTS 125i
- GTS 125i Sport
- GTS 300i
- HD EVO
- HD 300i
- Jet 4 125i
- Jet 14 125i
- Jet 14 125i LC
- Joyride/RV
- Joyride S 125i
- Joymax GTS
- Joymax Z 125i
- Joymax Z 300i
- Maxsym 400i/600i
- Maxsym TL
- Mio 100
- Mio 110i (seit 2018)
- Orbit II 125i
- SuperDuke 125
- Symphony 125
- Symphony SR 125i
- X-Pro 125i

### Cubs
- VF3i 185 / Star SR 170
- Sport Rider / StarX 125i
- Bonus 100
- Bonus 110

- Magic 110RR
- RV1
- Symba

### Quad
- Outback 700
- TrackRunner
- QuadLander
- QuadRaider
- RacerQuad

Lieferwagen/Transporter
- T880/T1000/V5/V9/V11 (Suzuki Carry Basis)
- 2.0T (zweitonner LKW, Turbodiesel)

## Motoren
Folgende Motoren mit CVT werden/wurden von SYM hergestellt:
- 139QMB in 10" und 12" (Honda), 50ccm Viertakt liegend (China Mainland)
- 137QMB in 10" und 12" (Yamaha), 50ccm Viertakt liegend (Japan, Nagoya)
- AF Serie (Hondalizenz), 50ccm Zweitakt stehend
- GR1 Serie (Hondalizenz), 50ccm Zweitakt stehend
- SA Serie (Hondalizenz), 50ccm Zweitakt stehend
- SF10 (Eigenentwicklung mit Kwang Yang Motor Co.), 50ccm Zweitakt liegend, Katalysator

## Trivia
In Japan ist SYM für seine witzigen Werbeanzeigen auf U-Bahnen und Taxis bekannt. Der Slogan „名古屋にこいや!“ (wörtlich: „Komm runter nach Nagoya!“) ist vielen ein Begriff.
Außerdem sind SYM-Werbespots im asiatischen Raum für die übergroßen Katzen bekannt, die in den Spots mitspielen.
In Israel beträgt der Marktanteil von SYM im Bereich Motorroller ca. 90 %.

## Tuning
Auch für die Marke SYM werden seit längerem Tuningteile hergestellt. Einige SYM Roller, beispielsweise Jet / Red Devil, haben einen Motor verbaut, der in Zusammenarbeit mit Kymco entstanden ist, der Motortyp nennt sich SF10 und für die Serie sind massenhaft Tuningteile verfügbar. Gleiches gilt für die SA Serie, für die ein Hubraumupgrade bis 136ccm verfügbar ist. Mittlerweile produzieren alle namhaften Tuningschmieden Teile für SYM-Fahrzeuge. Am beliebtesten in Europa ist heute die taiwanische Tuningmarke Naraku, während es in den USA die ebenfalls taiwanische Marke Taida ist. SYM verwendet in seinen 50ccm 4T-Modellen Motoren der Baureihe 139QMB (Hondalizenz) und der Baureihe 137QMB, beide liegende 1-Zylinder-Viertakt-OHC-Zweiventiler, letzterer Motor basiert auf dem langlebigen 2V-Horizontalmotor von Yamaha. Beide Motoren gibt es in 10" und 12" Länge.